# Film di arti marziali

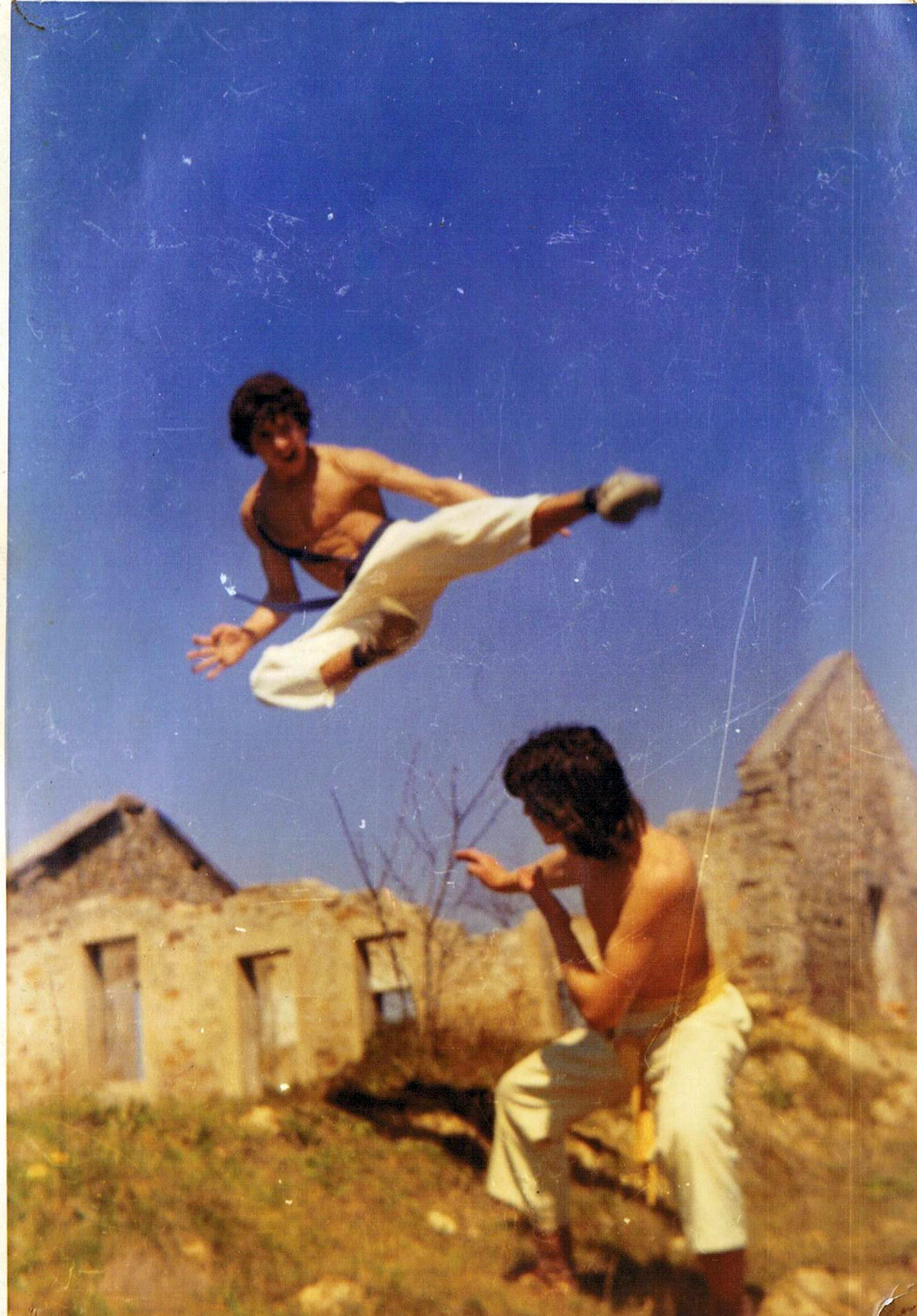
Una mossa di Kung fu tratta da un film di arti marziali

Il film di arti marziali è un genere cinematografico in cui gli scontri fra il protagonista ed i suoi nemici si svolgono a distanza ravvicinata e con l'uso di tecniche ispirate da arti marziali reali. L'uso di armi o di un'eccessiva violenza non sono fattori determinanti, e variano a seconda della nazionalità del film e dell'anno di lavorazione.
Il genere nasce nella Cina continentale con la serie in costume Huo Shao Honglian Si (trad. L'incendio del monastero del loto rosso, 1928-1931), considerabile la progenitrice del film di spadaccini cinesi, ma il combattimento a mani nude ha il suo battesimo nel 1943 con Sanshiro Sugata (姿三四郎 Sugata Sanshirō) primo lavoro come regista di Akira Kurosawa e da lì verrà girato il seguito nel 1945 con (Sanshiro Sugata 2). Il genere però esplode mondialmente nel 1973 con Bruce Lee e si esaurisce quasi completamente nella seconda metà degli anni novanta. Dopo questa data, infatti, i film di arti marziali propriamente detti subiscono una drastica diminuzione, e tutti i professionisti del settore ripiegano su altri generi. Si hanno così film d'azione, drammatici, thriller ed anche fantascientifici, che vantano al proprio interno alcuni combattimenti a mani nude, in molti casi coreografati da grandi nomi del genere marziale.
I film marziali sono stati prodotti principalmente ad Hong Kong, Taiwan, in Giappone e negli USA e, in numero decisamente minore, dalla Corea del Sud. Non mancano comunque eccezioni, come titoli provenienti dalla Francia, dalla Cina (il cui mercato è completamente diverso da Hong Kong e si è aperto al genere solo negli Anni Ottanta, dopo la caduta del regime maoista e con l'ammorbidirsi della censura comunista), dal Sudafrica ed anche dall'Italia. Dai primi anni del 2000, la Thailandia si è imposta pesantemente sul mercato mondiale con alcuni titoli che riportano in auge il genere.
È d'obbligo operare un'importante distinzione. La definizione "film di arti marziali" raggruppa in realtà due generi diversi:
- gongfu - film dove si usano le mani nude per combattere, le armi bianche sono rare (per lo più il nunchaku). In questo genere è ascrivibile anche l'intergenere ibrido Western Spaghetti-Kung Fu.
- wuxiapian - genere con cavalieri erranti medievali (Wu sta per marziale; Xia sta per cavaliere e Pian sta per film) che usano quasi solo armi bianche. In questo genere è ascrivibile anche l'intergenere Ninja realizzato in Giappone e Hong Kong, dove preponderano armi bianche indipendentemente dall'ambientazione antica o moderna (ma sovente i film hongkonghesi sui Ninja erano girati nelle Filippine per ragioni di costi).

Si rimanda alle rispettive voci per un approfondimento.